# Nowa Tuchola
Nowa Tuchola – wieś w Polsce, w województwie kujawsko-pomorskim, w powiecie tucholskim, w gminie Tuchola, na Pojezierzu Krajeńskim. Wchodzi w skład sołectwa Mały Mędromierz.
Do 2023 miejscowość była przysiółkiem wsi Mały Mędromierz.
W latach 1954–68 w granicach miasta Tucholi.
W latach 1975–1998 przysiółek administracyjnie należał do województwa bydgoskiego.